# Laurence Harf-Lancner
Laurence Harf-Lancner est une spécialiste de la littérature française du Moyen Âge.
Elle est professeure de littérature du Moyen Âge à la Sorbonne nouvelle et auteur de publications et traductions relatives à ses thèmes de recherche : la réception de la mythologie antique au Moyen Âge, la culture savante et la culture populaire, les relations entre texte et image, les représentations de l'Orient, les chroniques de la guerre de Cent Ans et les liens entre le Moyen Âge et la modernité.

## Publications
- Laurence Harf-Lancner, Les fées au Moyen Âge : Morgane et Mélusine : la naissance des fées, Paris, Honoré Champion, coll. « Nouvelle bibliothèque du Moyen Âge » (no 8), 1984, 474 p. (ISBN 2-85203-131-0, présentation en ligne), [présentation en ligne]. Réédition en 2023, 476 p.
- Laurence Harf-Lancner et Emmanuèle Baumgartner, Raoul de Cambrai : l'impossible révolte, Paris, Honoré Champion, 1999, 191 p. (ISBN 2-7453-0168-3, présentation en ligne).
- Laurence Harf-Lancner, Le Monde des fées dans l'Occident médiéval, Paris, Hachette, novembre 2003, 286 p. (ISBN 2-01-235418-1, présentation en ligne).
- Laurence Harf-Lancner, Héros et merveilles du Moyen Âge, La Société d'Éditions Scientifiques, novembre 2007, 98 p..
- Laurence Harf-Lancner, Dire et peindre le Moyen Age, Paris, Honoré Champion, 2017, 634 p. (ISBN 978-2-7453-4548-6 et 2745345486, OCLC 1010777826, présentation en ligne) recueil d'articles de l'auteur

## Éditions et traductions
- Marie de France et Laurence Harf-Lancner (présentation, traduction en français moderne et notes), Lais de Marie de France, Paris, Librairie générale française, 1990 (ISBN 2-253-05271-X, EAN 9782253052715).

- Coudrette et Laurence Harf-Lancner (présentation, traduction en français moderne et commentaire), Le Roman de Mélusine, Paris, Flammarion, 1993, 192 p. (ISBN 2-08-070671-3, EAN 9782080706713).

- Alexandre de Paris et Laurence Harf-Lancner (présentation, traduction en français moderne et notes), Le Roman d'Alexandre, Paris, Librairie générale française, 1994, 863 p. (ISBN 2-253-06655-9).

- Chrétien de Troyes et Laurence Harf-Lancner (publication, traduction, présentation et notes), Cligès, Paris, Honoré Champion, 2006, 464 p.

## Direction d'ouvrages collectifs
- Laurence Harf-Lancner (dir.), Métamorphose et bestiaire fantastique au Moyen Âge, Paris, École normale supérieure de jeunes filles, coll. « Collection de l'École normale supérieure de jeunes filles » (no 28), 1985, 333 p. (ISBN 2-85929-021-4, présentation en ligne).

- Emmanuèle Baumgartner (dir.) et Laurence Harf-Lancner (dir.), Entre fiction et histoire, Troie et Rome au Moyen Âge, Paris, Presses de la Sorbonne nouvelle, 1997, 250 p. (ISBN 2-87854-141-3, présentation en ligne).

- Emmanuèle Baumgartner (dir.) et Laurence Harf-Lancner (dir.), Dire et penser le temps au Moyen Âge : frontières de l'histoire et du roman, Paris, Presses de la Sorbonne nouvelle, 2005, 264 p. (ISBN 2-87854-313-0, présentation en ligne), [présentation en ligne], [présentation en ligne].

- Laurence Harf-Lancner (dir.), Laurence Mathey-Maille (dir.) et Michelle Szkilnik (dir.), Conter de Troie et d'Alexandre : [conférences présentées en 2004 et 2005 au séminaire du Centre d'études du Moyen âge de Paris 3], Paris, Presses de la Sorbonne nouvelle, 2006, 308 p. (ISBN 2-87854-359-9 et 9782878543599, OCLC 493423129, lire en ligne) compte rendu par Bernard Ribémont